# Alopecosa litvinovi
Alopecosa litvinovi este o specie de păianjeni din genul Alopecosa, familia Lycosidae, descrisă de Izmailova, 1989. Conform Catalogue of Life specia Alopecosa litvinovi nu are subspecii cunoscute.